# Alluaudomyia maculosa
Alluaudomyia maculosa är en tvåvingeart som beskrevs av Meillon 1936. Alluaudomyia maculosa ingår i släktet Alluaudomyia och familjen svidknott. Inga underarter finns listade i Catalogue of Life.